# Cristian Negru
Cristian Eugen Negru (n. 2 mai 1976, Pitești) este un fost atacant român.

## Activitate

#### Fotbalist
Cristian Negru a jucat 197 meciuri în divizia A si a înscris 31 goluri. A jucat pentru echipele:
- CSȘ Aripi Pitești (1993-1994)
- FC Argeș (1994-1998)
- Chindia Târgoviște (1997-1998)
- FC Argeș (1998-1999)
- Universitatea Craiova (1998-1999)
- Farul Constanța (1999-2000)
- Universitatea Craiova (2000-2001)
- Farul Constanța (2000-2004)
- Oțelul Galați (2003-2005)
- Oltul Slatina (2004-2005)
- Hassania US Agadir (2005-2006)
- UTA Arad (2006-2007)

#### Antrenor
În data de 20 septembrie 2011 tehnicianul care în cariera lui a mai pregătit pe Unirea Costești, FC Argeș și CS Mioveni a semnat cu Girom Albota un contract pe un sezon.